# Adventus

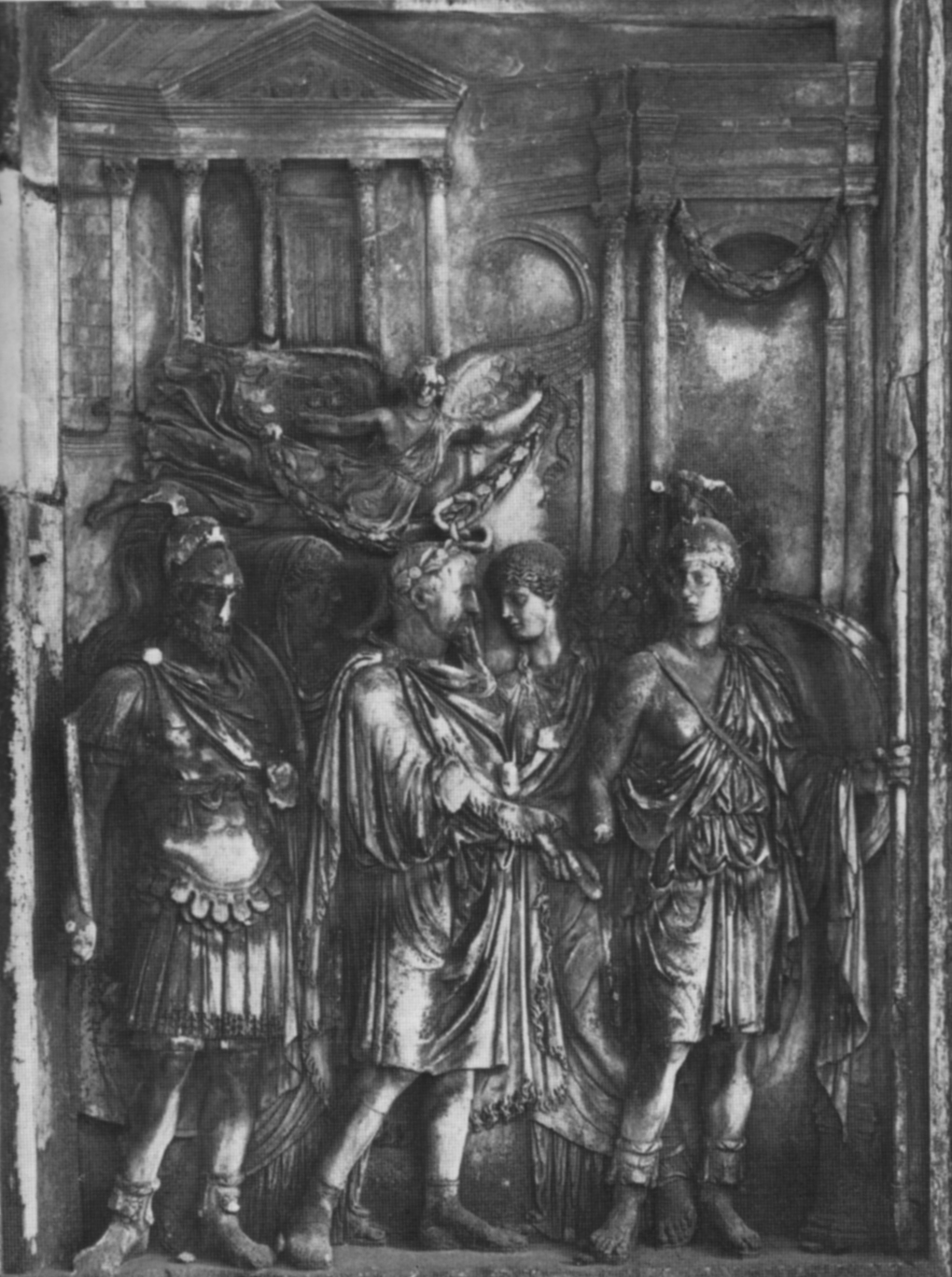
Tipica scena di adventus dell'Imperatore romano, oggi presente sull'arco di Costantino (dell'epoca delle guerre marcomanniche di Marco Aurelio - fine del II secolo).

L'adventus era l'ingresso cerimoniale di un imperatore romano (o di un alto funzionario imperiale) in una città; tra le ultime testimonianze, quelle riguardo all'accoglienza del re Teodorico a Roma nel 500 e quella dell'imperatore Eraclio I a Costantinopoli nel 629.

## Significato dell'adventus
Le vaste dimensioni dell'Impero romano fecero sì che, anche nel periodo in cui gli imperatori si muovevano più frequentemente per i propri domini, la presenza dell'imperatore in una città o zona che non fosse la capitale era un evento molto raro. Considerando il fatto che questa presenza dell'imperatore all'interno delle mura cittadine era ritenuto un evento fausto, sia per i benefici economici e sociali sia per la sicurezza che implicava, si comprende come tutta la cittadinanza fosse coinvolta nell'organizzazione (e nel sostenere l'onere) dell'adventus imperiale, la cui memoria rimaneva poi per lungo tempo, registrata anche nelle cronache, le quali forniscono numerose descrizioni di tali eventi. Una volta decisa la visita imperiale, questa era comunicata alla città interessata con largo anticipo, anche un anno. Iniziava subito la preparazione della cerimonia, dai costi elevati; in cambio di questo impegno finanziario la collettività aspirarva ai benefici legati alla presenza dell'imperatore, come elargizioni, organizzazione di giochi, esenzioni dalle tasse e condono delle tasse pregresse.

## Cerimonia
All'inizio della cerimonia aveva luogo l'occursus: una processione di senatori recanti le divinità cittadine e seguiti da alcuni rappresentanti delle altre classi sociali si incamminava incontro all'imperatore, che incontrava fuori dalla città; qui i senatori invitavano l'imperatore ad entrare in città, e questi teneva un breve discorso di ringraziamento. Questa fase della cerimonia doveva convogliare il desiderio della città di accogliere l'imperatore, e quindi era ritenuto opportuno che la delegazione cittadina incontrasse l'ospite il più lontano possibile dalla città, a dimostrare il proprio ardente desiderio.
Successivamente aveva luogo l'introitus, l'ingresso vero e proprio dell'imperatore in città. Preceduto dal corteo dei dignitari che gli erano andati incontro, l'imperatore entrava da una delle porte della città (fino all'epoca della dinastia severiana a piedi e da solo, in seguito su di un carro e scortato da reparti militari), e trovava ad attenderlo rappresentanti di tutti i ceti sociali: in prima fila vi erano i magistrati e l'aristocrazia cittadina, vestiti di bianco e coronati d'alloro; vicini a questi, in ordine gerarchico, si trovavano i senatori e i cavalieri romani che risiedevano in città, i sacerdoti e i membri dei collegia, i rappresentanti delle fazioni del circo e del clero (durante la tarda antichità), poi i maschi liberi e infine le donne e i bambini; i giovani componevano dei cori che cantavano le lodi dell'augusto ospite. Il popolo dimostrava il proprio giubilo agitando rami di ulivo, palma e alloro, offrendo corone di fiori, i cui petali poi erano sparsi intorno, bruciando incenso e recando fiaccole e ceri, mentre alcuni tenevano gli animali che avevano intenzione di sacrificare in onore dell'imperatore; il tutto era racchiuso da grida di giubilo, inni, e preghiere. Successivamente l'imperatore si recava nel tempio più importante della città, dove effettuava un sacrificio di ringraziamento; questa pratica fu abolita da Costantino I, che si rifiutò di sacrificare alla Triade Capitolina.
Tipicamente l'imperatore e i suoi ospiti giungevano poi in un luogo pubblico, come il foro o il teatro, dove l'imperatore faceva un discorso di ringraziamento alla città, la quale replicava con la declamazione di un panegirico, la cui composizione e declamazione era stata commissionata ad un retore, in quanto si trattava di un momento importante e prestigioso per la città. Talvolta l'imperatore si recava nella curia a rendere omaggio al Senato locale con una orazione (oratio senatus); alternativamente effettuava una largizione (largitio) nel foro.
| Adventus nella monetazione imperiale romana | Adventus nella monetazione imperiale romana | Adventus nella monetazione imperiale romana                                    | Adventus nella monetazione imperiale romana                                        | Adventus nella monetazione imperiale romana                                                  | Adventus nella monetazione imperiale romana                    | Adventus nella monetazione imperiale romana |
| Immagine                                    | Valore                                      | Dritto                                                                         | Rovescio                                                                           | Datazione                                                                                    | Peso; diametro                                                 | Catalogazione                               |
| ------------------------------------------- | ------------------------------------------- | ------------------------------------------------------------------------------ | ---------------------------------------------------------------------------------- | -------------------------------------------------------------------------------------------- | -------------------------------------------------------------- | ------------------------------------------- |
|                                             | Antoniniano                                 | IMP C CLAVDIVS AVG, testa radiata e busto con drappeggio e corazza di Claudio. | ADVENTVS AVG, Claudio a cavallo verso sinistra, tiene uno scettro ed alza la mano. | settembre 268/gennaio 269 (l'imperatore è prossimo a raggiungere Roma, omaggiato dal Senato) | 21 mm, 3.17 g, 5 h prima emissione della zecca di Roma antica; | RIC V 13; Mairat 65-8; Normanby 592.        |
| N.B.: Qui sopra alcuni esempi.              |                                             |                                                                                |                                                                                    |                                                                                              |                                                                |                                             |